# خزانة ملابس

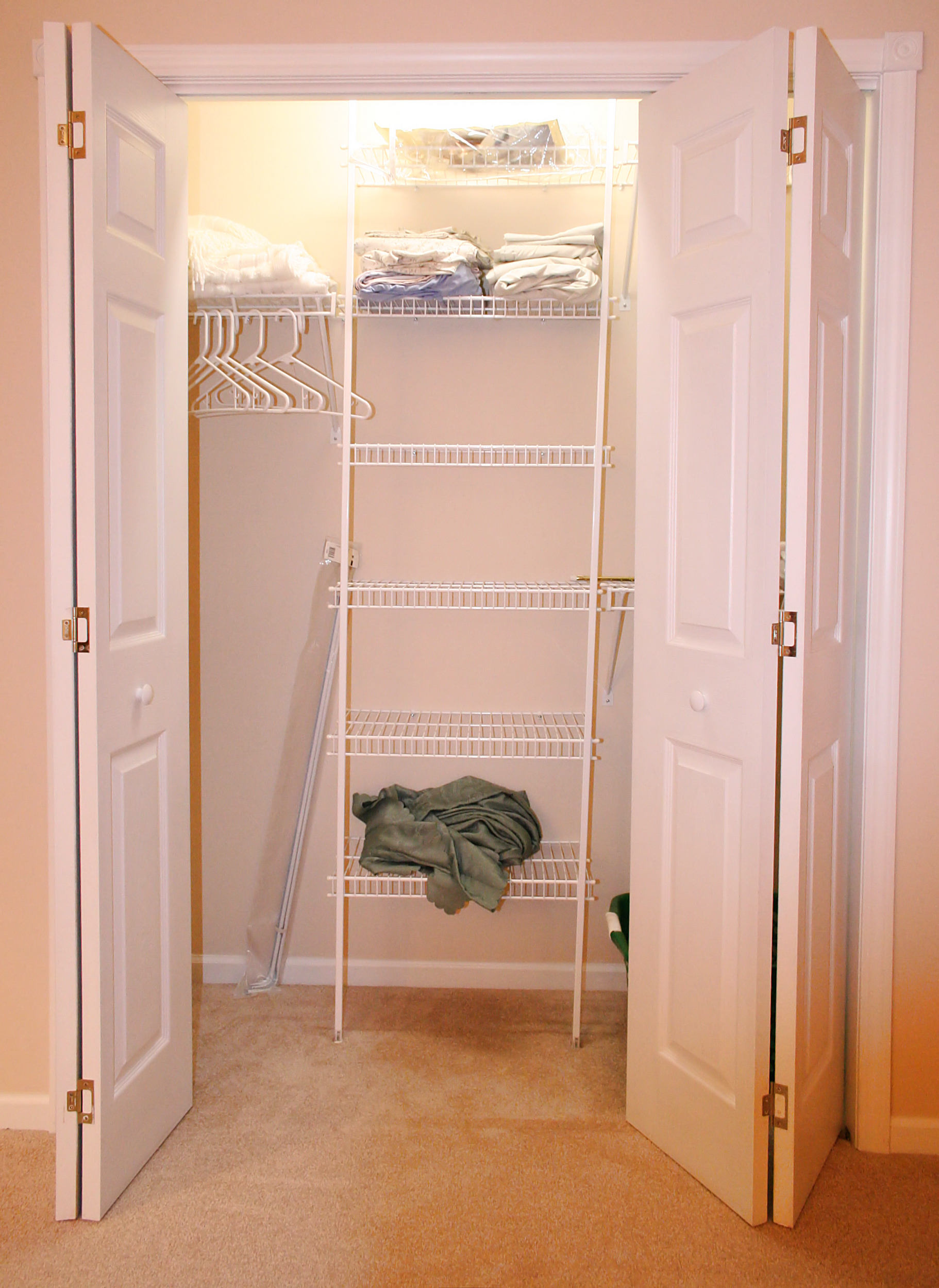
خزانة جدارية في منزل سكني بالولايات المتحدة.

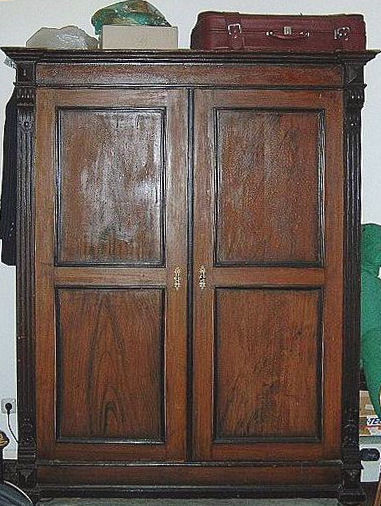
خزانة أثرية

خزانة الملابس مكان صغير ومغلق في المنزل أو المبنى تستخدم بشكل عام في تخزين أو تعليق الملابس.
أما الخزائن الحديثة فمن الممكن دمجها داخل جدران المنزل أثناء عملية البناء، بحيث لا تأخذ أي مساحات ظاهرة في غرفة النوم، أو أن تكون عبارة عن قطع كبيرة من الأثاث قائمة بذاتها مصممة خصيصًا لتخزين الملابس، وفي هذه الحالة عادة ما تسمى بـ الدولاب. غالبًا ما يتم بناء الخزائن تحت السلالم، وبهذه الطريقة يتم استخدام منطقة غير مستغلة ولا يمكن استخدامها بطريقة أخرى.
في أمريكا الشمالية، كانت الصناديق وحقائب السفر تثبت بمسامير على الجدران لأغراض التخزين قبل الحرب العالمية الثانية. وكانت الخزائن المبنية داخل الجدران غير مألوفة وفي حالة بنائها داخل الجدران، يميل أصحاب المنازل إلى أن تكون صغيرة وغير عميقة. على الرغم من ذلك، وبعد الحرب العالمية الثانية، تم تصنيع خزائن أكثر عمقًا وحجمًا أثناء تصميم المنازل الجديدة التي أثبتت أنها أكثر جاذبية المشتريين.

## الضرائب المفروضة على خزائن المستعمرات الأمريكية
على الرغم من ادعاء بعض المصادر أن منازل المستعمرات الأمريكية عادة ما كانت تفتقر إلى الخزائن بسبب «ضرائب الخزائن» المفروضة من قِبل ملك بريطانيا، إلا أن آخرون يرون أن الخزائن كانت غائبة عن معظم المنازل البسيطة لمجرد أن سكانها فقراء ولديهم القليل من الأثاث والمقتنيات.

## الخزائن في الثقافة الشعبية
على سبيل المجاز، في الثقافة الغربية، الخزانة هي المكان الذي يخفي فيه الشخص أشياءه؛ فعبارة "مستودع الأسرار" هي تشبيه للحصول على أشياء أسرار محسوسة بشكل خاص. ومن ثم، تعني كلمة الخزانة عند استخدامها كصفة سري - والتي تدل عادة على العار أو الخزي، كما في كلمة السكير كحولي أو المثلي، ومع ذلك تستخدم في بعض الأحيان على أنها من الأمور المبالغ فيها لأي إحراج محتمل كما هو الحال في خزانة الكتب الكوميدية. وللخروج من الخزانة" يجب الإفصاح علنًا عن أسرارك، ولكنها تستخدم الآن بشكل كبير وخاص في المثلية الجنسية. يستخدم الفيلم الوثائقي The Celluloid Closet هذا المرجع في تفسيره للمثليين وكيف قامت أفلام هوليوود بتصوير المثلية الجنسية على شاشتها السينمائية. يستخدم هذا المرجع إلى حد كبير في حلقة مثيرة للجدل من مسلسل ساوث بارك.
ومن الناحية النفسية، تعتبر الخزائن الموجودة في غرف النوم مركز مخاوف العديد من الأطفال. حيث يتخوف الأطفال أثناء الليل من اختباء وحش أو أي من المخلوقات الغريبة داخل خزانة الملابس ومحتم عليه ترويع الأطفال. ويعتبر البعبع أحد الأمثلة الشهيرة على ذلك. وهذه هي الفكرة المشتركة في الأفلام. وفي أول أفلام الشبح، اختفت خزانة الأشباح. وتم تطوير الخوف من «الشبح الموجود بالخزانة» إلى الموضوعات الكوميدية في فيلم شركة المرعبين المحدودة. وفي الصحيفة الكوميدية بلوم كونتي "Bloom County" تظهر شخصية بينكلي "Binkley" وهو يمتلك «خزانة مخيفة» في غرفة نومه، ومن هنا تراوده مخاوفه أثناء منامه. وبالمثل، فالمسلسل الهزلي أوبس (Opus) به أيضًا خزانة تختبئ بها مخاوفه. وحديثًا أصبحت الخزانة واحدة من البؤر التركيزية لفيلم الجنس والمدينة.

## أنواع الخزائن
- خزانة المقشة: هي مكان ضيق ممتد من الأرض للسقف يستخدم لتخزين الأشياء الطويلة.
- خزانة المعاطف: هي خزانة موجودة بالمنزل يقوم الناس فيها بتخزين أغطيتهم وستراتهم ومعاطفهم. وتوجد خزانة المعاطف عادة عند المدخل، بحيث تكون قريبة من الباب الأمامي.
- خزانة البياضات: هي خزانة مرتفعة وضيقة توجد عادة في الحمامات و/أو غرف النوم أو بالقرب منها. وتحتوي مثل هذه الخزانة على أرفف تستخدم لتعليق المناشف ومناشف الوجه والملاءات وأدوات المرحاض.
- خزانة الحراب: هو مصطلح معماري دارج يطلق على الأشكال الصغيرة والغريبة بمنطقة «مهملة» سواء كانت هذه المنطقة مستخدمة فعليًا كخزانة أم لا.
- خزانة المنافع: هي خزانة تستخدم للأجهزة المنزلية الدائمة، وعادة ما يكون أغلبها لوحدات الطهي/التبريد وسخان الماء، خاصة في الشقق التي لا يمكنها وضعه في الجراج أو في أعلى المنزل أو الدور الأرضي.
- خزانة متحركة (عادة ما تختصر إلى "walk-in"): هي خزانة كبيرة بقدر كاف تتحرك داخل متجر ملابس أو تستخدم لأغراض أخرى، وهي ذات جانبين أو ثلاثة جوانب. ومن الممكن أن يكون بها إضاءات ومرايا وأرضيات مختلفة عن الغرف المجاورة.
- خزانة الجدران: هي خزانة سطحية جدًا قريبة من الغرفة ذات ستارة أو باب مطوي، وذات عمق كاف لتعليق الملابس أو تخزينها مطوية على الأرفف.
- دورة المياه (اختصرت إلى «دبليو سي») فهي ليست للتخزين ولكنها عبارة عن غرفة صغيرة مخصصة لغرض معين وتحتوي على المرحاض الدافق. ونشئ مصطلح "euphemistic" من تعريف الإنجليزية البريطانية للخزانة على أنها عبارة عن غرفة صغيرة خاصة. وفي هذه الحالة، تكون عبارة عن غرفة صغيرة خاصة تجري فيها المياه.
- الدولاب: هو نوع من الأثاث يستخدم لتخزين الملابس.

وتجدر الإشارة إلى أن عبارة خزانة متحركة لا تستخدم في المملكة المتحدة وبعض بلدان الكومنولث، حيث يستخدمون عبارة خزانة ملابس متحركة أو خزانة الثياب المتحركة بدلًا منها.